# گروه نقاش

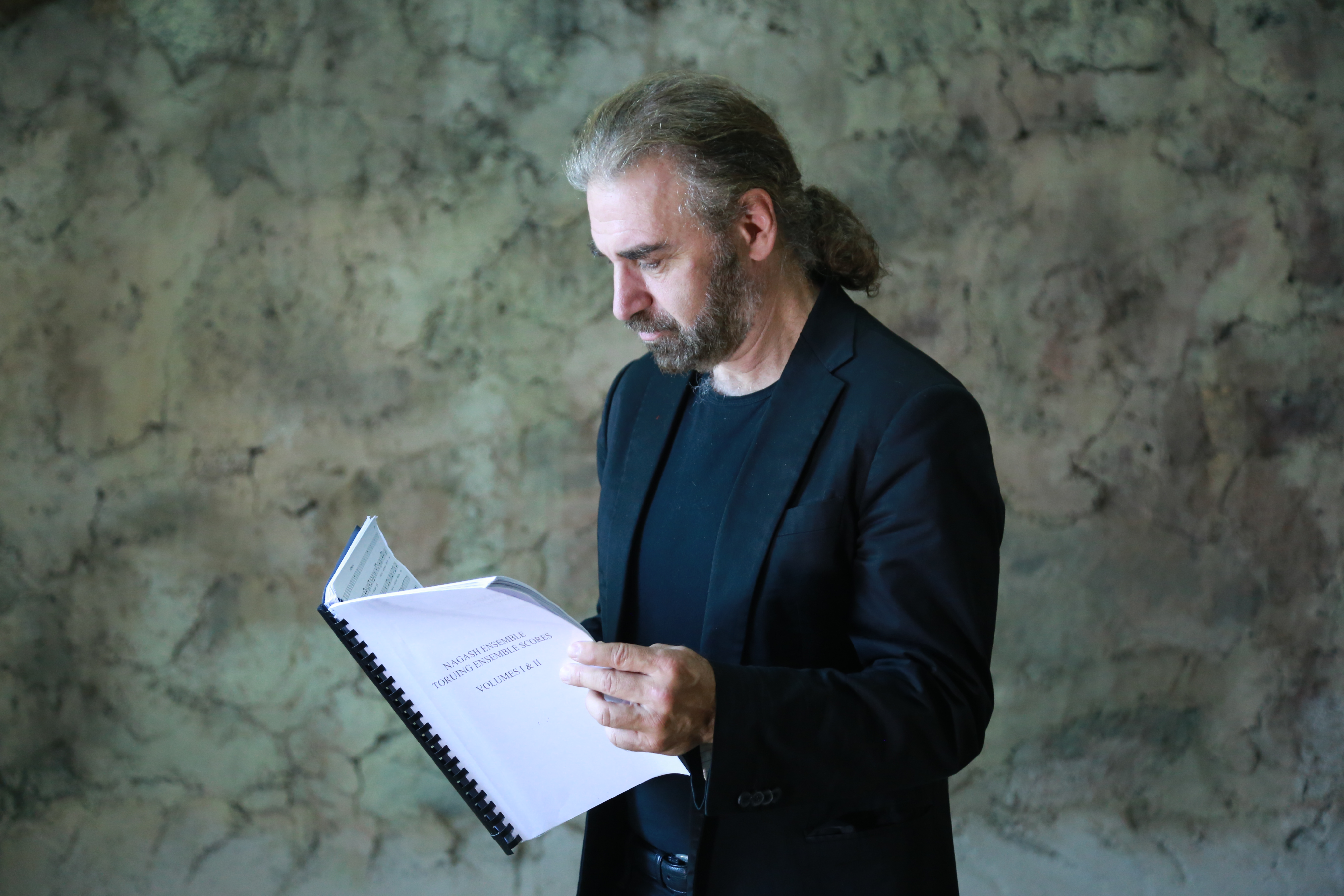
جان هودیان در سال ۲۰۱۴

گروه نقاش یک گروه موسیقی معاصر از ارمنستان با سه خواننده زن، نوازنده دودوک، عود، دلول و پیانو می‌باشد. آنان موسیقی نوینی را اجرا می‌نمایند که توسط جان هودیان، آهنگساز ارمنی-آمریکایی طبق متن‌های مقدس شاعر و کشیش عرفانی قرون وسطایی ارمنی، مکرتیچ نقاش مسطورشده است. «آوازهای تبعید» هودیان که با نام «صدای ارمنستان باستانی که برای قرن ۲۱ باردیگر اختراع شده‌است» توسط آهنگساز ارمنی، «آوازهای تبعید» وصف شده‌است، ترکیبی از «مینویی خاکی آهنگ محلی ارمنی، موسیقی کلاسیک نوین، پسا مینیمالیسم معاصر و انرژی راک و جاز ".

## تاریخ

### الهام و متن
جان هودیان در کتاب همراه با نخستین سی دی گروه نقاش، «صداهای تبعید، جلد نخست»، به توجیه ریشه‌های این گروه مهیا شده‌است. در سال ۲۰۰۶، وی صدای سوپرانو هاسمیک باغداساریان را در حال خواندن موسیقی معنوی قرون وسطایی ارمنی در معبد باستانی گارنی، ارمنستان شنید. وی که شیفتهٔ صدای او و آوایی معبد شده بود، این قول را داد که موسیقی بنویسد که از این صدا به روشی جدید استفاده کند. پس از چندین سال جستجو برای اشعاری که فکر می‌کرد با کیفیت معنوی موسیقی که در ذهنش می‌شنید مطابقت داشت، تکه ای از اشعاری را پیدانمودکه توسط شاعر و کشیش ارمنی قرن ۱۵ مکرتیچ نقاش سروده شده بود. شعر سروده در طرد کردن دربارهٔ سوگواره زندگی در طرد کردن از دورنمای ارمنی است. مکرتیچ نقاش تنها ۱۶ شعر از خود برجای گذاشت و جان هودیان کل آنان را به موسیقی بازداد.
جان هودیان از نوه‌های برجای مانده نسل‌کشی است.

### ابزار دقیق
در سال ۲۰۱۰، جان هودیان گروه نقاش را برای نمایش «آوازهای تبعید» تأسیس نمود. هودیان به شکل ناظری ساختارهای این پروژه را با ترکیب «عنصرهای رسمی همانند پیانو و تار در تعادل با سازهای محلی ارمنی همانند دلول، دودوک و عود» منتخب نمود. هودیان در ابتدا موسیقی را برای ۵ خواننده زن، دودوک، عود، ذول و کوارتت زهی نوشت. برای نسخه تور بین‌المللی گروه، هودیان دودوک، عود، دهل را حفظ کرد، خواننده‌ها را به سه نفر محدود نمود و قطعه‌های زهی را برای پیانو تنظیم نمود.
در تاریخ دسامبر ۲۰۱۷، گروه نقاش نخستین نسخه ارکسترال «آوازهای تبعید» را با همکاری ارکستر اس یو او ای در تئاتر اپرای استان ایروان در ارمنستان اجرا نمود. این نسخه ارکسترال امکان همکاری میان گروه نقاش و قسمت‌های زهی در هر اندازه را فراهم می‌نمود. نخستین نمایش اروپایی این پروژه در تاریخ ۲ اوت ۲۰۱۹ با فیلارمونیک جنوب چک در جشنواره بین‌المللی موسیقی چسکی کروملف انجام شد.

## عضوهای کنونی
- هاسمیک باغداساریان (سوپرانو)
- تاتویک مووسسیان (سوپرانو)
- آرپین تر پتروسیان (آلتو)
- تیگران هوانیسیان (رفت)
- آرام نیکوغوسیان (قدیمی)
- امانوئل هوانیسیان (دودوک)
- جان هودیان (پیانو/آهنگساز)

## دیسکوگرافی
- ۲۰۱۶. موسیقی‌های تبعید، جلد دوم: اعتقادات و اعتقادات. فرم‌های موسیقی موجود
- ۲۰۱۴. موسیقی‌های تبعید. فرم‌های موسیقی موجود